# God, the Devil and Bob
God The Devil And Bob é um desenho animado de humor adulto estilo The Simpsons, criado por Matthew Carlson e exibido nos Estados Unidos pela NBC. Surgiu com uma temporada de 13 episódios, entre 9 e 28 de março de 2000. Retomada em 2011 pelo canal Adult Swim, durou apenas entre 8 de janeiro e 26 de março de 2011.

## História geral
Deus esperava muito mais da humanidade e sua paciência está se esgotando. Sendo assim, ele resolve fazer um pacto com o Diabo: eles darão a um ser humano a chance de provar se vale a pena salvar a humanidade. Se este homem, escolhido pelo próprio diabo, não conseguir provar que a humanidade é decente, Deus irá destruir tudo o que existe e começará de novo.
O diabo escolhe Bob Alman, um funcionário de uma montadora de veículos de Detroit. A partir de então, Bob deverá levar uma vida decente sem a ajuda de Deus e com as constantes tentações apresentadas pelo diabo.

## No Brasil
A série é de 2000, mas foi exibida apenas em 2005 pela Fox Brasil, em 2007 reprisou no canal FX Brasil e em 2008 passou durante as madrugadas da Rede Globo.

## Episódios
- 1.In The Beginning
- 2.Andy Runs Away
- 3.Date From Hell
- 4.The Devil's Birthday
- 5.Neighbor's Keeper
- 6.God's Favorite
- 7.Bob Gets Commited
- 8.Lonely At The Top
- 9.Bob Gets Greedy
- 10.There's Too Much Sex On Tv
- 11.Bob's Father
- 12.God's Girlfriend
- 13.Bob Gets Involved